# Будюк Микола Васильович
Будю́к Мико́ла Васи́льович (нар. 15 вересня 1921 — пом. 13 жовтня 1944) — учасник Радянсько-німецької війни, командир батареї самохідних артилерійських установок (САУ) 953-го легкого самохідного артилерійського Новобузького Червонопрапорного ордена Олександра Невського полку (в/ч 32518) 65-го стрілецького корпусу 5-ї армії 3-го Білоруського фронту, капітан. Герой Радянського Союзу (1945).

## Життєпис
Народився у 1920 році в селі Новомар'ївка Баштанського району Миколаївської області в селянській родині. Українець. 
Після закінчення школи та ФЗУ, працював  слюсарем на Чорноморському суднобудівному заводі в Миколаєві.
У 1939 році призваний до РСЧА. Учасник Радянсько-німецької війни з 1941 року. Воював на Західному, Південно-Західному, Білоруському та 3-му Білоруському фронтах.
Особливо капітан М. В. Будюк відзначився під час прориву ворожої оборони в Ліозненському районі Вітебської області (Білорусь) та при визволенні міста Вільнюс (Литва).
23 червня 1944 року в бою за село Королі батарея САУ капітана Будюка знищила 6 кулеметних точок, гармату та близько 80 ворожих солдат, тим самим звільнивши шлях піхоті до річки Лучеса й забезпечила її форсування стрілецькими підрозділами. Внаслідок цих дій з півдня було охоплено вороже угруповання в районі Богушевська.
22-25 червня 1944 року батарея САУ під командуванням капітана Будюка знищила 7 гармат, 24 кулеметних точки, 10 автомашин, тягач і близько 380 гітлерівців.
12-13 липня 1944 року в боях за місто Вільнюс командир батареї САУ капітан М. В. Будюк, одним з перших прорвавшись у місто, знищив 2 вогневих точки ворога, підбив танк і бронемашину.
11 жовтня 1944 року поранений в бою. Направлений до шпиталю ППГ-751, де й помер від отриманих ран 13 жовтня 1944 року. Похований у фільварку адміністративного району Пільвгініні (Литва).

## Нагороди
Указом Президії Верховної Ради СРСР від 24 березня 1945 року за зразкове виконання бойових завдань командування на фронті боротьби з німецько-фашистськими загарбниками та виявлені при цьому відвагу і героїзм капітану Будюку Миколі Васильовичу присвоєне звання Героя Радянського Союзу (посмертно).
Нагороджений орденами Леніна, Червоного Прапора, Вітчизняної війни 1-го ступеня, Червоної Зірки, медалями.